# Lamesa
Lamesa és una població dels Estats Units a l'estat de Texas. Segons el cens del 2000 tenia 9.952 habitants.

## Demografia
Segons el cens del 2000, Lamesa tenia 9.952 habitants, 3.696 habitatges, i 2.679 famílies. La densitat de població era de 803,9 habitants/km².
Dels 3.696 habitatges en un 34,4% hi vivien nens de menys de 18 anys, en un 56,5% hi vivien parelles casades, en un 12,2% dones solteres, i en un 27,5% no eren unitats familiars. En el 25,5% dels habitatges hi vivien persones soles el 14,6% de les quals corresponia a persones de 65 anys o més que vivien soles. El nombre mitjà de persones vivint en cada habitatge era de 2,66 i el nombre mitjà de persones que vivien en cada família era de 3,2.
Per edats la població es repartia de la següent manera: un 29,7% tenia menys de 18 anys, un 8% entre 18 i 24, un 24,4% entre 25 i 44, un 20,4% de 45 a 60 i un 17,4% 65 anys o més.
L'edat mediana era de 36 anys. Per cada 100 dones de 18 o més anys hi havia 83,3 homes.
La renda mediana per habitatge era de 27.362 $ i la renda mediana per família de 31.556 $. Els homes tenien una renda mediana de 26.393 $ mentre que les dones 16.826 $. La renda per capita de la població era de 16.211 $. Aproximadament el 18,1% de les famílies i el 21,9% de la població estaven per davall del llindar de pobresa.

## Poblacions més properes
El següent diagrama mostra les poblacions més properes.